# Denison (Texas)
Denison je město v okrese Grayson ve státě Texas ve Spojených státech amerických. Nachází se 121 km severně od Dallasu. Podle sčítání lidu Spojených států amerických v roce 2010 žilo ve městě 22 682 obyvatel. Denison je součástí regionu Texoma, o nějž se dělí státy Texas a Oklahoma, a je jedním ze dvou hlavních měst v metropolitní statistické oblasti Sherman–Denison.
Město je známé jako rodiště 34. prezidenta Spojených států amerických Dwighta D. Eisenhowera.

## Historie

Mapa města z roku 1891

Denison byl založen v roce 1872 v rámci stavby Missoursko-kansasko-texaské železnice. Byl pojmenován po viceprezidentu společnosti George Denisonovi. Jelikož město vzniklo poblíž místa, kde železniční trať překonávala řeku Red, stalo se důležitým obchodním centrem starého amerického západu.
V roce 1873 tu žilo již přes 3000 obyvatel. Počátkem února téhož roku zde byla založena první bezplatná veřejná škola v Texasu.
Roku 1886 byl v Denisonu otevřen poštovní úřad. Tři roky na to, v roce 1889, žilo ve městě již 5000 obyvatel.
Během epidemie, při níž v 19. století zničila mšička révokaz většinu vinic v celé Evropě, patřil denisonský zahradník T. V. Munson k průkopníkům ve šlechtění vinné révy odolné vůči révokazu. Za svoji práci byl oceněn nejvyšším francouzským vyznamenáním, Řádem čestné legie, a Denison se stal partnerským městem francouzského Cognaku.
Mezi koncem 70. let 19. století a rokem 1900 propojilo Denison s jinými městy v severním Texasu dalších 5 železničních tratí.Patří k nim i první meziměstská tramvaj mezi Denisonem a Shermanem otevřená roku 1896. Ke konci 70. let byly ve městě dvě lisovny bavlny, velký mlýn a jatka s kapacitou 700 zvířat denně. Roku 1884 byla v Denisonu otevřena budova opery se sálem pro 1200 posluchačů.
V roce 1900 překročil počet obyvatel města 10 000. V polovině 20. let to bylo již přes 17 000. Ke konci 2. světové války počet obyvatel klesl na 16 000, do roku 1966 stoupl na 26 000. V roce 1990 měl 21 505 obyvatel a v roce 2000 jich bylo 22 773.